# Michaela Pavlátová
Michaela Pavlátová (27 de febrero de 1961, Praga, República Checa) es una directora de cine, ilustradora, animadora y actriz checa.

## Biografía
Se graduó en la Academia de las Artes, Arquitectura y Diseño de Praga en 1987. 
Desde finales de la década de 1980 dirige cortometrajes de animación. Muchos de ellos han recibido numerosos premios en festivales internacionales de cine, entre ellos una nominación al Oscar al Mejor cortometraje animado (1992) por Reci, reci, reci  (Palabras, palabras, palabras). 
Su cortometraje de animación, Repete, también ha ganado una serie de premios que incluyen el Gran Premio en el Festival Internacional de Animación de Hiroshima y el Oso de Oro en el Festival Internacional de Cine de Berlín. 
Desde 1998 trabajó en la ciudad de San Francisco, Estados Unidos, como directora de arte en la compañía de animación Wildbrain inc.
En 2003, ya de regreso en Praga, dirigió la película de acción en vivo Neverne hry, protagonizada por Zuzana Stivinova y Peter Bebjak. 
En 2006 terminó, junto con Vratislav Hlavaty, la película animada Karneval zvirat (El carnaval de los animales). 
En 2008 dirigió otro largometraje, Deti noci / Ofka (Búhos nocturnos), sobre el guion de Irena Hejdova, protagonizada por Martha Issova y Jiri Madl (Mejor actriz y mejor actror en el Festival de cine de Karlovy Vary 2008).
En 2012 terminó un cortometraje de animación Tram que se estrenó en el Festival de Cine de Cannes y ganó el Premio Cristal en el Festival Internacional de Cine de Animación de Annecy.

## Filmografía
- 2014 Fair Play
- 2012 Tram (Short)
- 2008 Búhos nocturnos
- 2006 Karneval zvirat (Cortometraje)
- 2003 Neverné hry
- 2000 Sobre la abuela (Documental)
- 1999 Praha ocima (segmentot "Absolute Love")
- 1998 Para siempre (Cortometraje)
- 1995 Repite (Cortometraje)
- 1991 Palabras, palabras, palabras (Cortometraje)
- 1989 Palabras cruzadas (Cortometraje)

## Premios y distinciones
Premios Óscar
| Año  | Categoría                  | Trabajo nominado | Resultado |
| ---- | -------------------------- | ---------------- | --------- |
| 1993 | Mejor cortometraje animado | Reci, reci, reci | Nominada  |

Festival Internacional de Cine de San Sebastián
| Año  | Categoría                                 | Película        | Resultado |
| ---- | ----------------------------------------- | --------------- | --------- |
| 2003 | Premio Nuevos Directores-Mención especial | Faithless Games | Ganadora  |